# 센하타정
센하타정(寺津村)은 아키타현 중앙부에 존재했던 정이다.
2004년 11월 1일에 로쿠고 정, 센난 촌이 합병해 미사토 정이 탄생하여 소멸했다.

## 역사
- 1955년 - 센야촌, 하타야촌과 합병해 센하타촌이 신설하였다.
- 1956년 - 옛 하타야 촌 와타 지구가 로쿠고 정에 편입되었다.
- 1986년 - 정으로 승격하였다.
- 2004년 11월 1일 - 센하타정, 센난촌과 합병해 미사토정이 되었다.